# Goldthorpe
Goldthorpe – wieś w Anglii, w hrabstwie ceremonialnym South Yorkshire, w dystrykcie metropolitalnym Barnsley. Leży 20 km na północny wschód od miasta Sheffield i 239 km na północ od Londynu.